# Pitcullo Castle

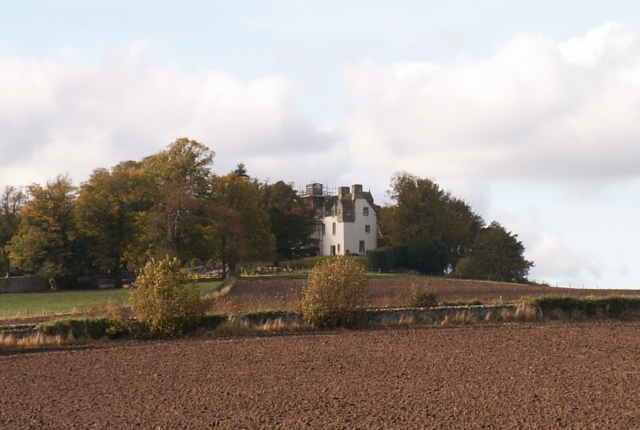
Pitcullo Castle

Pitcullo Castle, auch Pitcullo House, ist ein Tower House nahe der schottischen Ortschaft Dairsie in der Council Area Fife. 1973 wurde das Bauwerk als Einzeldenkmal in die schottischen Denkmallisten in der höchsten Denkmalkategorie A aufgenommen.

## Geschichte
Das Tower House stammt vermutlich aus dem späten 16. Jahrhundert. Oberhalb des Eingangsportals sind die Initialen „D.B.“ zu lesen. Dies könnte auf David Balfour of Petcullo hindeuten, der jedoch spätestens 1514 verstarb. Im Laufe des 17. Jahrhunderts wurde das Gebäude erweitert. Im 20. Jahrhundert lag Pitcullo Castle als Ruine dar. 1968 wurde es als Wohngebäude restauriert. Hierbei wurde der spätere Anbau abgebrochen.

## Beschreibung
Pitcullo Castle steht isoliert jeweils rund 1,3 km nördlich von Dairsie beziehungsweise südwestlich von Balmullo. Das dreistöckige Tower House weist einen L-förmigen Grundriss auf. Durch die Erweiterung im 17. Jahrhundert entstand zwischenzeitlich ein U-förmiger Grundriss. Sein Mauerwerk besteht aus Bruchstein. Im Innenwinkel kragt ein Treppenturm aus. Sein Abschluss wurde im Laufe des 18. Jahrhunderts überarbeitet und mit einem Schleppdach in die Gebäudestruktur integriert. Ein Teil des Wohnturms ist mit einem Gewölbe unterkellert.